# Dinastia Namgyal de Ladakh
La dinastia Namgyal de Ladakh va ser fundada per Bhagan, un rei de Basgo que va reunificar Ladakh derrotant el rei de Leh. Va prendre el cognom Namgyal (el significat és victoriós) i va fundar una nova dinastia que encara sobreviu avui. El rei Tashi Namgyal (1555-1575) va aconseguir repel·lir la majoria dels invasors de l'Àsia central i va construir una fortalesa real al cim del pic de Namgyal. Tsewang Namgyal va estendre temporalment el seu regne fins Nepal.

## Història

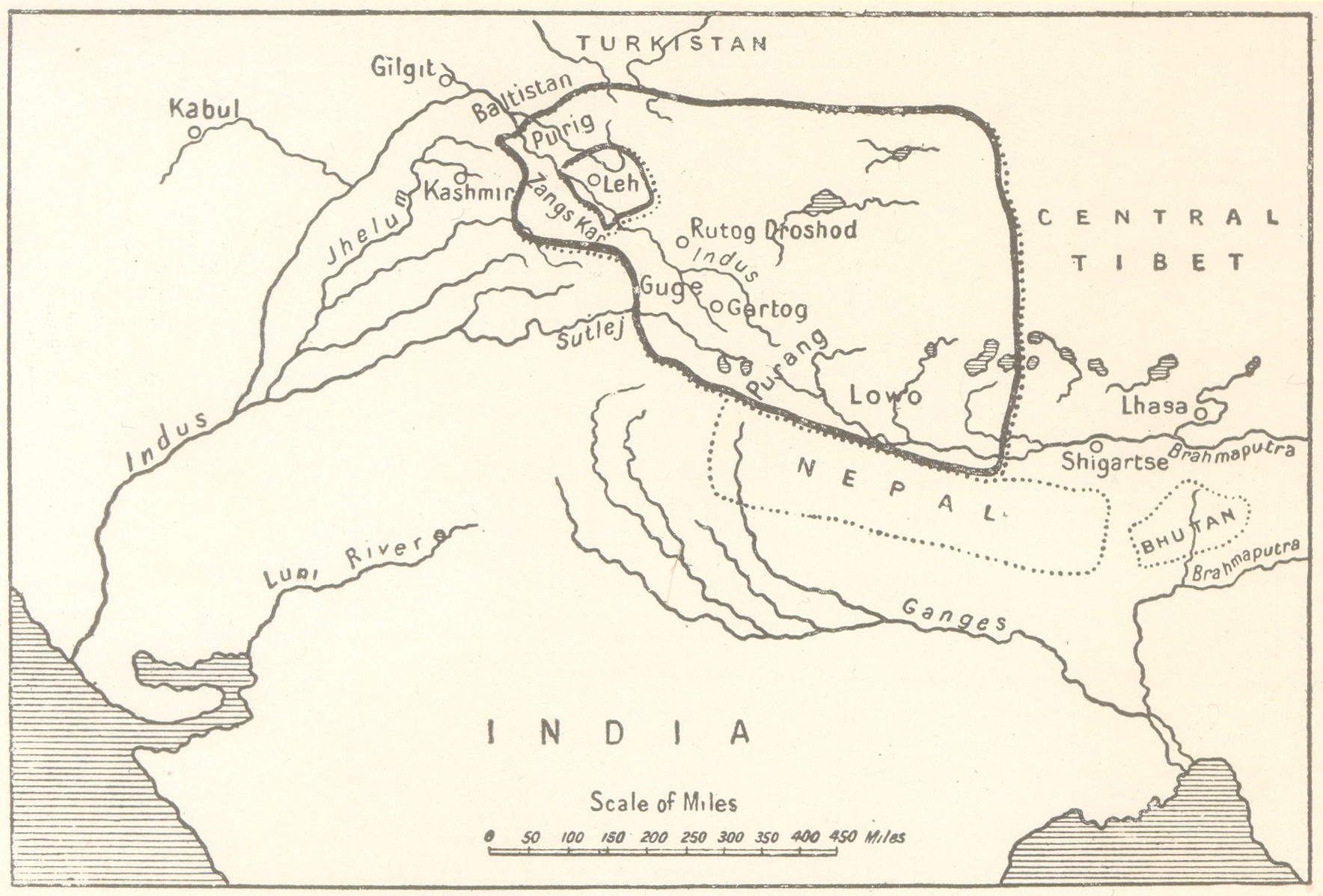
La màxima expansió de l'imperi durant el regnat de Jamyang Rnam Rgyal durant 1560-1600.

Sengge Namgyal (1616-1642), conegut com el "rei lleó" va fer esforços per restaurar Ladakh a la seva vella glòria amb un programa ambiciós i enèrgic de construcció incloent el palau de Leh i la reconstrucció de diversos gompes, sent els més famosos Hemis i Hanle.
Va ampliar el regne en Zanskar i Spiti, però va ser derrotat pels mogols, que ja havien ocupat Caixmir i Baltistan. El seu fill Deldan Namgyal (1642-1694) va haver de aplacar l'emperador mogol Aurangzeb mitjançant la construcció d'una mesquita a Leh. No obstant això, va derrotar l'exèrcit mogol en Baltistan. El seu fill Deldek es va unir a Bhutan en una disputa religiosa entre el Tibet i Bhutan, que va resultar en un intent d'invasió pel cinquè Dalai Lama, Ngawang Lobsang Gyatso. Els mogols es van retirar després d'haver estat pagats pel Dalai Lama. Amb l'ajuda de reforços de Galdan Boshugtu Khan, kan de l'Imperi Zungar, els tibetans van atacar de nou en 1684. Els tibetans van obtenir una victòria i van concloure un tractat amb Ladakh per després retirar-se a Lhasa al desembre de 1684. El Tractat de Temisgam en 1684 es va establir per acabar amb la disputa entre el Tibet i Ladakh, però la seva independència estava seriosament restringida.
A principis del segle xix, l'imperi mogol s'havia ensorrat i el règim sikh havia estat establert en Panjab i Caixmir. No obstant això, la regió Dogra de Jammu va romandre sota els seus governants rajput, el més gran dels quals va ser el maharaja Gulab Singh (1792-1857). El seu general Zorawar Singh va envair Ladakh en 1834. El rei Tshespal Namgyal va ser destronat i exiliat a Stok.

## Llista de reis i període de regnat
- Lhachen Bhagan (c. 1460-85)
- Desconegut (c. 1485-1510)
- Lata Jughdan (c. 1510-35)
- Kunga Namgyal I (c. 1535-55)
- Tashi Namgyal (c. 1555-75) fill
- Tsewang Namgyal (c. 1575-95) nebot
- Namgyal Gonpo (c. 1595-1600) germà
- Jamyang Namgyal (c. 1595-1616) germà
- Sengge Namgyal (primer regnat, 1616–23) fill
- Norbu Namgyal (1623–24) germà
- Sengge Namgyal (segon regnat, 1624–42)
- Deldan Namgyal (1642-1694) fill
- Delek Namgyal (c. 1680-91) fill
- Nyima Namgyal (1694-1729) fill
- Deskyong Namgyal (1729–39) fill
- Phuntsog Namgyal (1739–53) fill
- Tsewang Namgyal (1753–82) fill
- Tseten Namgyal (1782-1802) fill
- Tsepal Dondup Namgyal (1802–37, 1839–40) germà
- Kunga Namgyal II (1840–42) net